# کارل اوکه-آسپ
کارل اوکه-آسپ (انگلیسی: Karl-Åke Asph؛ زادهٔ ۲ فوریهٔ ۱۹۳۹) اسکی‌باز صحرانوردی اهل سوئد بود.